# Lanterna dos Afogados
"Lanterna dos Afogados" é uma canção composta por Herbert Vianna que foi lançada como single do álbum Big Bang, dos Paralamas do Sucesso, de 1989. No ano 2000, ela foi inclusa na coleção "As 100 melhores músicas do século e as 14 mais", produzida por Ricardo Cravo Albin.
O nome "Lanterna dos Afogados" vem de um capítulo do livro Jubiabá, de Jorge Amado. O capítulo retrata o bar Lanterna Dos Afogados, onde há personagens excluídos da sociedade que procuram o bar para aliviar suas dores e encontram no mar um caminho sem volta. Numa entrevista à Vinho Magazine, Herbert declarou que a música surgiu em dez minutos, enquanto andava de moto com sua namorada.
A música já foi regravada por vários artistas e bandas, como Cássia Eller, Maria Gadú, Fresno, Gal Costa, Moonspell, entre outros.

## Videoclipe
A banda gravou um videoclipe para a música, que foi exibido pela primeira vez no programa Fantástico.

## Trilhas-Sonoras de Novelas
- Em 1990, a versão original dos Paralamas do Sucesso fez parte da trilha-sonora da novela Rainha da Sucata, da TV Globo, como tema da personagem Ingrid.[8]
- Em 1999, a versão original dos Paralamas do Sucesso fez parte da trilha-sonora da novela Louca Paixão, da RecordTV.
- Em 2009, uma regravação feita pelo grupo Fresno fez parte da trilha-sonora de Malhação ID, como tema dos personagens Maria Cláudia e Alê.[9]
- Em 2012, a regravação feita por Maria Gadú fez parte da trilha-sonora do seriado teen Malhação: Intensa como a Vida, como tema da personagem Lia.

## Aparições na Discografia dos Paralamas do Sucesso
| Ano  | Álbum                                              | Info                          |
| ---- | -------------------------------------------------- | ----------------------------- |
| 1989 | Big Bang                                           |                               |
| 1990 | Arquivo                                            |                               |
| 1995 | Vamo Batê Lata                                     |                               |
| 1999 | Sempre Livre Mix: Titãs & Paralamas Juntos ao Vivo |                               |
| 2004 | Uns Dias Ao Vivo                                   | Participação especial: Djavan |
| 2011 | Multishow Ao Vivo: Os Paralamas do Sucesso         |                               |

## Aparições na Discografia de Cássia Eller
| Ano  | Álbum          | Info                         |
| ---- | -------------- | ---------------------------- |
| 1994 | Cássia Eller   | Part. Especial: Wander Taffo |
| 1997 | Música Urbana  | Part. Especial: Wander Taffo |
| 1997 | Minha História | Part. Especial: Wander Taffo |
| 2004 | I Love MPB     | Part. Especial: Wander Taffo |
| 2004 | Sem Limite     | Part. Especial: Wander Taffo |

## Aparições nas Discografias de Outros Artistas
| Ano  | Artista/Banda   | Álbum                                                   | Info                           |
| ---- | --------------- | ------------------------------------------------------- | ------------------------------ |
| 1997 | Gal Costa       | Acústico MTV - Gal Costa                                | Part. Especial: Herbert Vianna |
| 1999 | Legião do Samba | Ao Vivo. Estou Feliz                                    | Versão pagode                  |
| 2009 | Roberto Carlos  | Regravações                                             |                                |
| 2010 | Maria Gadú      | Multishow Ao Vivo - Maria Gadú                          |                                |
| 2017 | Moonspell       | 1755                                                    | Versão doom metal              |
| 2018 | Lobão           | Antologia Politicamente Incorreta dos Anos 80 pelo Rock |                                |

## Desempenho nas Paradas de Sucesso
| Ano  | Título                  | Melhores Posições | Melhores Posições | Álbum                          |
| Ano  | Título                  | BRA               | ITA               | Álbum                          |
| ---- | ----------------------- | ----------------- | ----------------- | ------------------------------ |
| 2010 | "Lanterna dos Afogados" | 65                | —                 | Multishow Ao Vivo - Maria Gadú |

## Curiosidades
- Lanterna dos Afogados fez parte de uma campanha da Nextel chamada "Música Sem Limites com Herbert Vianna", onde os participantes deveriam fazer um vídeo cantando uma versão de “Lanterna dos Afogados” para concorrer a guitarras autografadas pelo próprio Herbert.[10]